# هيديتو تاكاهاشي
هيديتو تاكاهاشي (مواليد 17 أكتوبر 1987 في غونما (محافظة) - اليابان) لاعب كرة قدم ياباني يلعب حاليا لصالح نادي الدرجة الأولى في الدوري الياباني، نادي إف سي طوكيو الياباني منذ 2010 في مركز الدفاع.

## روابط خارجية
- هيديتو تاكاهاشي على موقع الاتحاد الدولي (مؤرشف)  (الإنجليزية)
- هيديتو تاكاهاشي على موقع رابطة كرة القدم اليابانية للمحترفين (اليابانية)
- هيديتو تاكاهاشي على موقع إي إس بي إن إف سي (الإنجليزية)
- هيديتو تاكاهاشي على موقع قاعدة بيانات كرة القدم.إي يو (الإنجليزية)
- هيديتو تاكاهاشي على موقع ناشيونال فوتبول تيمز (الإنجليزية)
- هيديتو تاكاهاشي على موقع Soccerway.com (الإنجليزية)
- هيديتو تاكاهاشي على موقع عالم كرة القدم.نت (الإنجليزية)
- هيديتو تاكاهاشي على موقع كووورة